# Aharon Becker
Aharon Becker (hebr.: אהרן בקר, ur. 21 grudnia 1905 w Kobryniu, zm. 24 grudnia 1995) – izraelski działacz związkowy i polityk, w latach 1961–1969 przewodniczący Histadrutu, w latach 1955–1956, 1959–1960 oraz 1961–1974 poseł do Knesetu z list Mapai i Koalicji Pracy.
W wyborach parlamentarnych w 1955 po raz pierwszy dostał się do izraelskiego parlamentu z listy Mapai, jednak 1 października 1956 zrezygnował z mandatu, który objął po nim Jizhar Smilanski. Wybrany w wyborach w 1959 zrezygnował 23 maja 1960 na korzyść Aharona Jadlina. W 1961 po raz trzeci zdobył mandat z listy Mapai, zaś w 1965 i 1969 zdobywał reelekcję z list Koalicji Pracy. Zasiadał w Knesetach III, IV, V, VI i VII kadencji.

## Przypisy

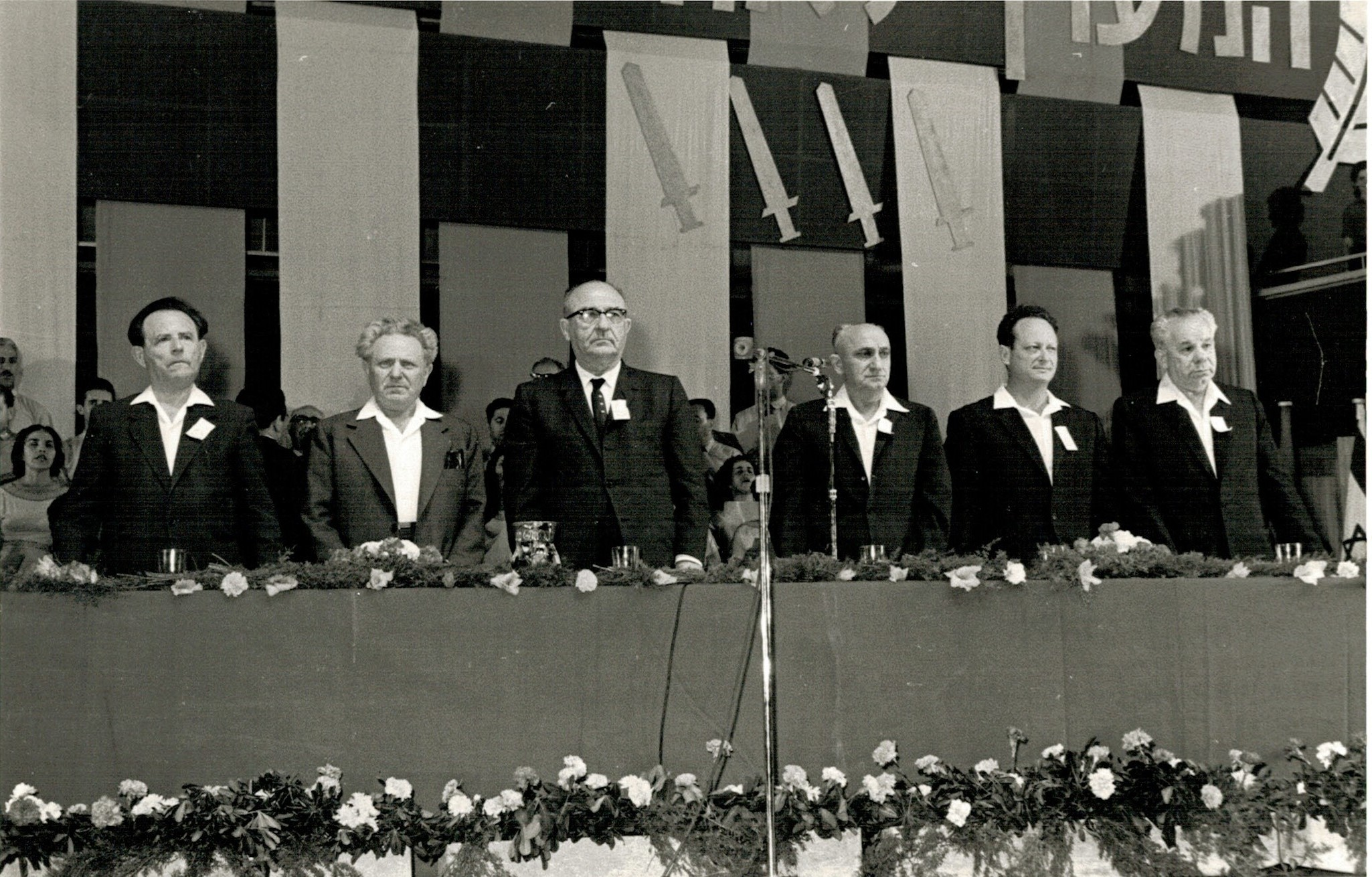
Konwencja założycielska Koalicji Pracy, od lewej: Mosze Karmel, Jigal Allon, Re’uwen Barkat, Lewi Eszkol, Jisra’el Galili i Aharon Becker (1965)